# NGC 38
NGC 38 (cunoscută și ca MCG-1-1-47, Stephan XII, sau PGC 818) este o galaxie spirală din constelația Pisces. Aceasta a fost descoperită în anul 1881.